# Cyclura rileyi cristata
Cyclura rileyi cristata Schmidt, 1920), nota anche come iguana di White Cay o di Sandy Cay, è una sottospecie gravemente minacciata di lucertola del genere Cyclura originaria di un unico cay delle Bahamas: White Cay (noto anche come Sandy Cay), situato nelle Exumas meridionali.

## Tassonomia
L'iguana di White Cay è una sottospecie minacciata di lucertola del genere Cyclura della famiglia degli Iguanidi. Identificata per la prima volta da Leonhard Hess Stejneger nel 1902, ricevette lo status di sottospecie nel 1920 dall'erpetologo americano Karl Patterson Schmidt. Il suo nome generico (Cyclura) deriva dal greco antico cyclos (κύκλος) che significa «circolare» e ourá (οὐρά) che significa «coda», in riferimento agli spessi anelli della coda caratteristici di tutte le iguane Cyclura. L'appellativo specifico, rileyi, è una forma latinizzata del nome del biologo americano Joseph Harvey Riley. L'appellativo sottospecifico, cristata, significa «crestata» in latino e si riferisce alle spine dorsali dell'animale.

## Descrizione
Con una lunghezza da adulta, coda esclusa, di 280 mm, l'iguana di White Cay è la più piccola specie di Cyclura. Il dorso degli adulti è generalmente di un colore variabile dal grigio-bruno all'arancio-bruno. Le squame del dorso, gli arti anteriori e parti della testa e della faccia risaltano di un colore arancio brillante. Le iguane immature non presentano questi colori vivaci, ma sono di colore marrone o grigio uniforme con deboli strisce leggermente più scure.
I maschi di questa specie, come quelli delle altre specie del genere Cyclura, sono più grandi delle femmine e presentano creste dorsali più prominenti, oltre a pori femorali più grandi sulle cosce, che vengono impiegati per rilasciare feromoni; le femmine sono prive di questi pori e hanno creste più brevi di quelle dei maschi; questi animali, quindi, presentano un marcato dimorfismo sessuale.

## Distribuzione e habitat
Un tempo diffusa su tutte le grandi isole delle Bahamas, oggi questa sottospecie è confinata ad un unico cay: White Cay, noto anche come Sandy Cay. Secondo le ricerche sul campo effettuate da Lincoln e Peterson nel 1997, la popolazione attuale viene stimata tra le 150 e le 200 unità.

## Biologia

### Alimentazione
Come tutte le specie di Cyclura, l'iguana di White Cay è prevalentemente erbivora, e il 95% della sua dieta è costituito da foglie, fiori e frutti di 7 differenti specie di piante, tra cui Rachicallis americana e Opuntia stricta. Molto raramente questa dieta viene integrata con insetti.

### Riproduzione
La femmina di iguana di White Cay divengono sessualmente mature quando raggiungono una lunghezza di 20 cm dalla testa alla base della coda e un peso di circa 300 g. I maschi, invece, divengono maturi dopo aver raggiunto dimensioni leggermente superiori, a circa sette anni di età. L'accoppiamento ha luogo in maggio e giugno, e la femmina depone covate di 2-3 uova generalmente in giugno o luglio, in nidi scavati in chiazze di terreno esposte al sole.

## Conservazione
L'iguana di White Cay è una delle specie più minacciate tra tutte le iguane delle Indie Occidentali, e viene considerata dall'attuale lista rossa della IUCN come una specie in pericolo critico che necessita di urgenti misure di protezione. Forse si tratta della specie di lucertola più minacciata della Terra.
I ratti neri e un unico procione randagio hanno mietuto numerosissime vittime con la loro predazione. I ratti sono stati completamente eradicati dall'isola in seguito all'istituzione di un apposito programma nel 1999, e anche il procione, lasciato libero sull'isola da qualcuno, è stato trovato e abbattuto. Questo solo procione è stato responsabile dell'uccisione di quasi tutte le femmine mentre dormivano nelle loro gallerie di nidificazione.
Il contrabbando illecito di esemplari per il mercato degli animali domestici costituisce un'altra seria minaccia Nell'aprile del 1994, fotografie raffiguranti esemplari di questa sottospecie comparvero su una rivista nell'inventario di un grossista di rettili della Florida.
Inoltre, su un totale di 200 esemplari rimasti, il 90-95% sono maschi, e questo danneggia ulteriormente le possibilità di recupero. A causa di questo divario tra i due sessi, la specie in futuro dovrà affrontare un collo di bottiglia genetico, anche per il fatto che una femmina depone solamente 2-3 uova all'anno.
Attualmente, al di fuori delle Bahamas, non esiste alcun programma di allevamento in cattività. Il governo delle Bahamas ha rifiutato la possibilità che alcune iguane possano essere esportate al di fuori delle isole. Gli abitanti del posto cercano di tenere i turisti alla larga dall'isola, che inoltre è sorvegliata dagli aerei della Drug Enforcement Administration degli Stati Uniti.